# Phyllognathus
Phyllognathus är ett släkte av skalbaggar. Phyllognathus ingår i familjen Dynastidae.
Kladogram enligt Catalogue of Life:
| Phyllognathus | \| \| Phyllognathus burmeisteri \| \| \| \| \| \| Phyllognathus dionysius \| \| \| \| \| \| Phyllognathus excavatus \| \| \| \| \| \| Phyllognathus orion \| \| \| \| \| \| Phyllognathus sabatinellii \| \| \| \| |
|               | \| \| Phyllognathus burmeisteri \| \| \| \| \| \| Phyllognathus dionysius \| \| \| \| \| \| Phyllognathus excavatus \| \| \| \| \| \| Phyllognathus orion \| \| \| \| \| \| Phyllognathus sabatinellii \| \| \| \| |
|               | Phyllognathus burmeisteri |
|               | |
|               | Phyllognathus dionysius |
|               | |
|               | Phyllognathus excavatus |
|               | |
|               | Phyllognathus orion |
|               | |
|               | Phyllognathus sabatinellii |
|               | |

## Bildgalleri

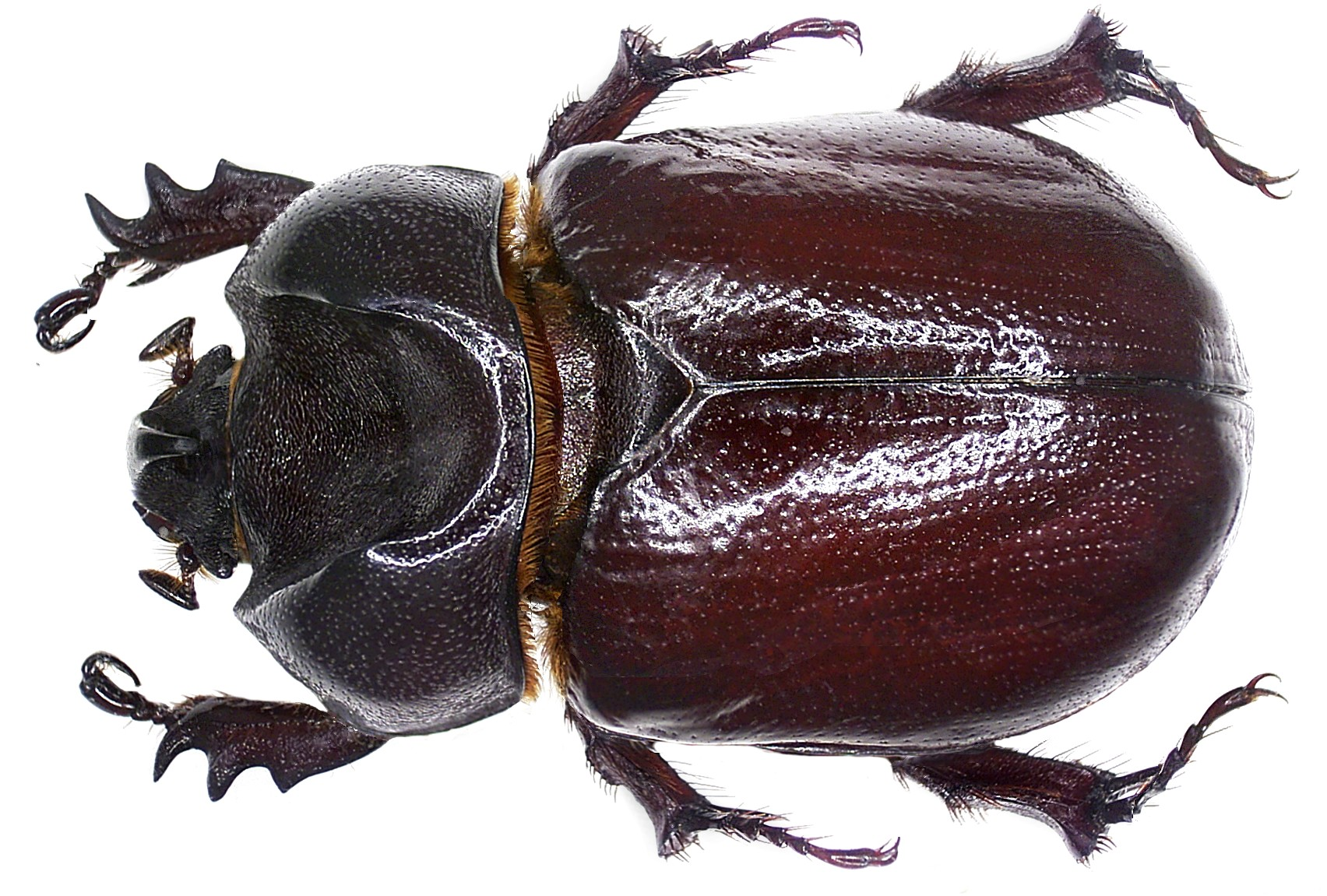